# Бугачевский, Игорь Борисович
И́горь Бори́сович Бугаче́вский (9 мая 1962, Великие Луки — 24 мая 1997, Макалу) — советский и российский альпинист, совершивший несколько значимых восхождений в 1990-х годах. Двукратный чемпион России, мастер спорта международного класса, на соревнованиях представлял команду СКА и Свердловскую область. Взбирался на пик Коммунизма, Хан-Тенгри, пик Победы и восьмитысячник Макалу. Обладатель высшей международной альпинистской награды «Золотой ледоруб», кавалер ордена Мужества.

## Биография
Игорь Бугачевский родился 9 мая 1962 года в городе Великие Луки Псковской области, однако впоследствии переехал на постоянное жительство в Свердловск. Учился в Московском институте электронной техники (МИЭТ). Состоял в свердловской команде альпинистов СКА. Начинал занятия альпинизмом и скалолазанием в спортивной секции альпинизма МИЭТ, которая дважды в год проводила скальные сборы в Крыму (Батилиман, Парагильмен).
Первого серьёзного успеха как альпинист добился в 1990 году, одержав победу в техническом классе на первенствах Советской армии и ВМФ СССР, в составе спортивного клуба армии взошёл на пик высотой в 4810 м. Позже вошёл в состав сборной команды Свердловской области и победил на чемпионате РСФСР в высотном классе, взобравшись на пик Коммунизма (7495 м), впервые прошёл по северной стене ледника Вальтера. В следующем году, продолжив выступать за СКА, осуществил серию восхождений шестой категории сложности и стал чемпионом Советского Союза в скальном классе — выполнил тем самым норматив мастера спорта.
В 1992 году принимал участие в международных соревнованиях «Индивидуальные забеги», проходивших на пике Хан-Тенгри (6995 м) — в составе свердловской команды занял в итоговом протоколе четвёртое место. В течение некоторого времени работал гидом-проводником на горном хребте Иныльчектау, также являлся сотрудником екатеринбургской компании СКБ Контур. Дважды становился чемпионом России по альпинизму. В 1995 году стал четвёртым на первенстве страны в высотном классе, когда с ледника Южный Иныльчек поднялся на пик Победы (7439 м). За выдающиеся спортивные достижения удостоен почётного звания «Мастер спорта России международного класса».
Последнее и самое сложное в своей жизни восхождение осуществил в мае 1997 года — в составе экспедиции, возглавляемой Сергеем Ефимовым и Александром Михайловым, впервые поднялся по западной стене на восьмитысячник Макалу. Уже на обратном пути 24 мая попал под камнепад и погиб в результате удара камня о височную область. Поскольку несчастный случай произошёл на высоте около 6800 метров, его оказалось невозможно вернуть на землю, и тело так и осталось в горах. В Екатеринбурге на Широкореченском кладбище был установлен кенотаф Игорю Бугачевскому.
За восхождение на Макалу в составе екатеринбургской команды в 1998 году посмертно награждён престижной международной премией «Золотой ледоруб». Посмертно награждён орденом Мужества.